# Мезиров, Джек
Джек Мезиров (1923 — 24 сентября 2014) — американский социолог и почетный профессор взрослого и продолжающегося обучения в Учительском колледже Колумбийского университета.
Мезиров получил степени бакалавра и магистра по социальным наукам и образованию в Университете Миннесоты, и степень доктора образования по специальности «Образование для взрослых» в Университете Калифорнии, Лос-Анджелес. Он был почетным профессором образования для взрослых и продолжающегося образования в Учительском колледже Колумбийского университета, Нью-Йорк, и основоположником докторской программы по интенсивному изучению направленного обучения для взрослых (AEGIS) в Учительском колледже Колумбийского университета. Широко известен как основатель концепции преобразующего обучения.

## Вклад
На Мезирова оказали влияние Паулу Фрейре и Юрген Хабермас. Он широко известен как основатель концепции преобразующего обучения. Одна из основных точек зрения в его работах по преобразующему обучению — разделение знания на три различимых типа:
- Инструментальное
- Коммуникативное
- Освободительное

Два последних типа считаются наиболее употребительными типами технического и практического знания, особенно так называемого освободительного измерения, которое предполагает, что любой обладает потенциалом освободиться от влияния их ситуации и преобразовать их собственную жизнь. Эти действия требуют осведомленности субъектов об их текущих условиях жизни.